# Dzikie żądze: Nieoszlifowane diamenty
Dzikie żądze: Nieoszlifowane diamenty (ang. Wild Things: Diamonds in the Rough) – amerykański thriller z 2005 roku w reżyserii Jaya Lowi. Kontynuacje filmów Dzikie żądze z 1998 roku i Dzikie żądze 2 z 2004 roku.

## Opis fabuły
Marie Clifton (Sarah Laine) dzięki odziedziczonej po matce fortunie wiedzie beztroskie życie. Ma jednak kłopoty. Jej ojczyma Jay Clifton (Brad Johnson), z którym walczy o dwa bezcenne diamenty, oskarżono o gwałt. Marie zastanawia się, czy mu pomóc.

## Obsada
- Sarah Laine jako Marie Clifton
- Brad Johnson jako Jay Clifton
- Sandra McCoy jako Elena Sandoval
- Dina Meyer jako Kristen Richards
- Ron Melendez jako doktor Chad Johnson
- Michael Mantell jako Theo Bloom
- Claire Coffee jako Jenny Bellamy